# Frédéric Lemoine

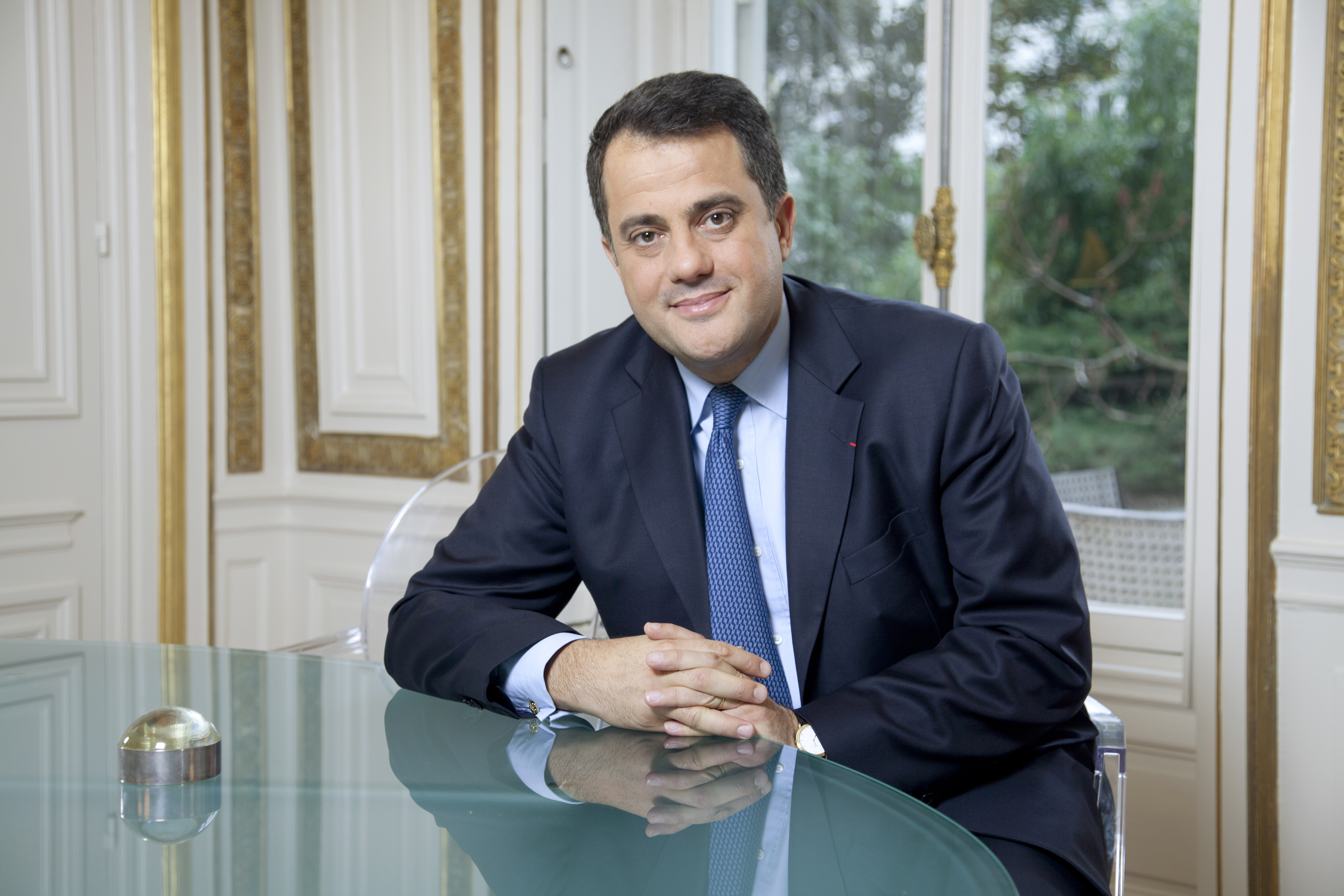
Frédéric Lemoine, 2013

Frédéric Lemoine (* 27. Juni 1965) ist ein französischer Manager. Er war von April 2009 bis Dezember 2017 Vorstandsvorsitzender der Wendel-Gruppe. Zuvor war er seit Juni 2008 Mitglied im Wendel-Aufsichtsrat. Er ist ebenfalls Mitglied des Verwaltungsrats von Saint-Gobain. Seit Januar 2011 ist er Mitglied des INSEAD-Aufsichtsrates.

## Leben
Frédéric Lemoine wurde am 27. Juni 1965 geboren. Er ist Absolvent der HEC Paris (1986) und des Institut d’études politiques de Paris (IEP), des Pariser Instituts für politische Wissenschaften (1987). Er hat eine Licence en droit (französischer Abschluss in Rechtswissenschaft) und hat an der École Nationale d’Administration (ENA), der Hochschule für öffentliche Verwaltung, (Jahrgang Victor Hugo) studiert. Er ist Ritter des Nationalen Verdienstordens und Ritter der Ehrenlegion.

## Beruflicher Werdegang
Von Februar 2005 bis zum 15. März 2012 war er ad personam Verwaltungsratsmitglied des Versicherers Groupama. Anschließend war er bis April 2009 Aufsichtsratsvorsitzender bei Areva. Von Oktober 2004 bis Mai 2008 war er Senior Advisor für McKinsey. Danach war er bis Juni 2004 stellvertretender Generalsekretär unter der Präsidentschaft von Jacques Chirac und hauptsächlich verantwortlich für Wirtschafts- und Finanzfragen.
Zwischen den Jahren 1998 und 2002 war er zunächst stellvertretender Direktor und Finanzvorstand der Capgemini-Gruppe sowie anschließend stellvertretender Generaldirektor, verantwortlich für die Finanzen von Capgemini Ernst & Young.
Zwischen den Jahren 1995 und 1997 war er stellvertretender Leiter des Büros des französischen Ministers für Arbeit und Soziales Jacques Barrot und zuständig für die Koordinierung der Sozialversicherungs- und Krankenhausreform sowie gleichzeitig Referent des Staatssekretärs für Gesundheit und Sozialversicherung Hervé Gaymard.
Zwischen den Jahren 1992 und 1993 leitete er ein Jahr lang das Institut du Cœur in Ho-Chi-Minh-Stadt, Vietnam. Er war von 2004 bis Mai 2011 Generalsekretär der Alain-Carpentier-Stiftung, die dieses Krankenhaus unterstützte.
| Personendaten    | Personendaten         |
| ---------------- | --------------------- |
| NAME             | Lemoine, Frédéric     |
| KURZBESCHREIBUNG | französischer Manager |
| GEBURTSDATUM     | 27. Juni 1965         |